# Mondé
Mondé, etnolingvistička porodica južnoameričkih Indijanaca, Velike porodice Tupian, rasprostranjena po brazilskoj državi Rondônia. Porodica obuhvaća plemena Indijanaca Aruá i njihov ogranak Aruáshi (Aruachi), Gavião de Rondônia ili Digut (Ikõrõ, Digüt) s ogrankom Zoró, Cinta Larga i Mondé (Salamai, Sanamaikã, Salamay, Sanamay, Sanaymaká).

## Jezici
Predstavnici su aruá [arx], 12 (1990 YWAM); cinta larga [cin], 1.300 (ISA); gavião do jiparaná ili digüt [gvo], 470 (2002 SIL); mondé ili salamãi [mnd], 30 (1995 AMTB); suruí (ili paiter, suruí de rondônia, suruí do jiparaná) [sru], 920 (2003 ISA). Porodici se nekada klasificirao i jezik mekem 50 (1995 AMTB) ili Kanoé ili kapishanã [kxo], a sada se vodi kao neklasificiran.

## Vanjske poveznice
- Ethnologue (14th)
- Ethnologue (15th)